# 패러데이 메달
패러데이 메달(Faraday Medal)은 영국 공학기술기관 (IET) (이전 명칭: 전기기술자기관 (IEE))이 수여하는 최고의 국제 메달이다. 이 메달은 전자기학의 아버지인 영국 물리학자 마이클 패러데이의 이름을 따서 명명되었다.

## 배경
패러데이 메달은 IET의 최고 영예이며 엔지니어와 과학자를 위한 세계에서 가장 권위 있는 상 중 하나이다. 수상자에는 획기적인 선구자와 발명가가 포함된다. 1922년에 처음 수여되었으며, 오늘날에도 수여되는 가장 오래된 메달 중 하나이다. 이 메달은 국적, 거주 국가 또는 기관 회원 자격에 대한 제한 없이 엔지니어링 분야에서 주목할 만한 과학적 또는 산업적 업적을 이루거나 과학, 엔지니어링 및 기술의 발전에 눈에 띄는 서비스를 제공한 저명한 개인에게 매년 수여된다. 이 상은 1922년에 전신 엔지니어 협회의 첫 번째 정기회의 50주년을 기념하기 위해 제정되었으며 마이클 패러데이의 이름을 따서 명명되었다. 매년 수상자는 IET가 주최하는 런던에서 열리는 시상식에서 상을 받았다.

## 수상자 목록
| 연도 | 수상자 이름                |
| 1922 | 올리버 헤비사이드          |
| 1923 | 찰스 앨저넌 파슨스         |
| 1924 | 세바스찬 페란티            |
| 1925 | 조지프 존 톰슨             |
| 1926 | 루크스 에블린 벨 크롬튼    |
| 1927 | 엘리후 톰슨                |
| 1928 | 존 앰브로즈 플레밍         |
| 1929 | 귀도 세멘자                |
| 1930 | 어니스트 러더퍼드          |
| 1931 | 찰스 헤스터만 메르츠       |
| 1932 | 올리버 로지                |
| 1933 | 수상자 없음                |
| 1934 | 프랭크 에드워드 스미스     |
| 1935 | 프랭크 B. 주엣             |
| 1936 | 윌리엄 헨리 브래그         |
| 1937 | 앙드레 블론델              |
| 1938 | 존 스넬                    |
| 1939 | 윌리엄 쿨리지              |
| 1940 | 알렉산더 러셀              |
| 1941 | 아서 플레밍                |
| 1942 | 표트르 카피차              |
| 1943 | 아치볼드 페이지            |
| 1944 | 어빙 랭뮤어                |
| 1945 | 클리포드 코플랜드 패터슨   |
| 1946 | 애드워드 빅터 애플턴       |
| 1947 | 레오너드 피어스            |
| 1948 | 마크 올리펀트              |
| 1949 | 찰스 사무엘 프랭클린       |
| 1950 | 제임스 채드윅              |
| 1951 | 토마스 애커슬리            |
| 1952 | 어니스트 로런스            |
| 1953 | 아서 스탠리 앵윈           |
| 1954 | 아이작 쇼엔버그            |
| 1955 | 존 콕크로프트              |
| 1956 | 조지 하우                  |
| 1957 | 발데마르 보르그퀴스트      |
| 1958 | 고든 래들리                |
| 1959 | 루이지 에마누엘리          |
| 1960 | 조지 패짓 톰슨             |
| 1961 | 줄리어스 애덤스 스트래튼   |
| 1962 | 바질 숀랜드                |
| 1963 | 피에르 마리 장 아예레      |
| 1964 | 조셉 로널드 모틀록         |
| 1965 | 블라디미르 K. 즈보리킨     |
| 1966 | 존 A. 래트클리프           |
| 1967 | 해럴드 바로우              |
| 1968 | 레슬리 허버트 베드포드     |
| 1969 | 필립 스퍼                  |
| 1970 | 찰스 오틀리                |
| 1971 | 마틴 라일                  |
| 1972 | 프레더릭 칼랜드 윌리엄스   |
| 1973 | 네빌 프린시스 모트         |
| 1974 | 조지 밀링턴                |
| 1975 | 존 밀러 믹                 |
| 1976 | 토마스 O. 페인             |
| 1977 | 존 아담스                  |
| 1978 | 에리히 프리드랜더          |
| 1979 | 로버트 노이스              |
| 1980 | 에릭 애쉬                  |
| 1981 | 모리스 윌크스              |
| 1982 | 프라이언 데이비드 조지프슨 |
| 1983 | 윌리엄 알렉산더 갬블링     |
| 1984 | 알렉산더 램 컬렌           |
| 1985 | 토니 호어                  |
| 1986 | 램지 쉬어먼                |
| 1987 | 데이비드 데이비스          |
| 1988 | 시릴 힐섬                  |
| 1989 | 찰스 K. 가오               |
| 1990 | 피터 로렌슨                |
| 1991 | 앨런 러지                  |
| 1992 | 라슬로 솔리마르            |
| 1993 | 알리스테어 맥팔레인        |
| 1994 | 존 파나비                  |
| 1995 | 데이비드 로즈              |
| 1996 | 스튜어트 크리튼 밀러       |
| 1997 | 존 에드윈 미드윈터         |
| 1998 | 로저 니덤                  |
| 1999 | 패트릭 아서 맥키언         |
| 2000 | 존 마이클 브래디           |
| 2001 | 크리스 해리스              |
| 2002 | 로빈 삭스비                |
| 2003 | 리처드 프리엔드            |
| 2004 | 피터 미첼 그랜트           |
| 2005 | 아짐 프렘지                |
| 2006 | 존 맥캐니                  |
| 2007 | 스티브 퍼버                |
| 2008 | 요제프 키틀러              |
| 2009 | 마틴 스위팅                |
| 2010 | 도날 브래들리              |
| 2011 | 도널드 커누스              |
| 2012 | 레오나르도 치아리리오네    |
| 2013 | 마이클 페퍼                |
| 2014 | 크리스 투마조              |
| 2015 | 키스 슈하머 임민크         |
| 2016 | 앤디 하터                  |
| 2017 | 비야네 스트롭스트룹        |
| 2018 | 수상자 없음                |
| 2019 | 피터 나이트                |
| 2020 | 바시르 알 하셰미           |
| 2021 | 존 플레밍                  |
| 2022 | 수상자 없음                |
| 2023 | 아로기야스와미 파울라지    |